# Musaranya de Whitaker
La musaranya de Whitaker (Crocidura whitakeri) és una espècie de mamífer eulipotifle de la família de les musaranyes (Soricidae) que viu a Algèria, Egipte, el Marroc, Tunísia i, possiblement també, Líbia i el Sàhara Occidental. El seu principal depredador és l'òliba comuna. Pot ésser afectada pels pesticides que s'utilitzen massivament per lluitar contra la llagosta al sud de la seva àrea de distribució.